# Union dramatique et philanthropique de Bruxelles
 (avril 2017).
Si vous disposez d'ouvrages ou d'articles de référence ou si vous connaissez des sites web de qualité traitant du thème abordé ici, merci de compléter l'article en donnant les références utiles à sa vérifiabilité et en les liant à la section « Notes et références ».
L'Union dramatique et philanthropique de Bruxelles (UDP) est une compagnie théâtrale d'amateurs. Créée en 1867, elle a fêté ses cent cinquante ans en mars 2017. Elle figure parmi les plus anciennes troupes théâtrales d'Europe.

## Bref historique
En 1867 existait à Bruxelles une société dénommée Cercle Grétry. À la suite d'un différend, certains membres donnèrent leur démission et, avec quelques amis philanthropes et amateurs de théâtre, fondèrent le 16 mars 1867 une société à laquelle ils donnèrent le titre d' Union dramatique de Bruxelles. En 1882, le roi Léopold II lui décerne le titre de « Société royale ». Le 10 juin 1910, le roi Albert Ier place la compagnie sous le Haut Patronage royal. Ce titre fut renouvelé sous le règne du roi Baudouin et celui du roi Albert II.
Dès sa fondation, s'intégrant à la vie artistique bruxelloise, cette compagnie trouve auprès des magistrats de la capitale un accueil favorable: elle est aidée financièrement et dispose d'une salle. La ville de Bruxelles se limite, à cette époque, peu ou prou à ce qu'il est convenu d'appeler le « Pentagone », la région de Bruxelles-Capitale n'existant pas. L'Union dramatique est donc tenue de jouer à l'intérieur de cet espace qui correspond à l'actuel centre-ville.
En 1948, la compagnie crée le "Théâtre gratuit" qui avait pour but de diffuser des spectacles de qualité destinés à un très large public, dont une partie n'aurait pu accéder au théâtre faute de moyens financiers. À cette époque, la troupe - qui joue dans la Salle Atrium, en face du Théâtre flamand - compte plus de 2.500 membres (abonnés). Cette période est dominée par des personnalités d'exception, comme Madeleine Verstraete qui crée un cours destiné à former de jeunes comédiens amateurs.
Si le "Théâtre gratuit" n'est plus possible aujourd'hui, les frais d'infrastructure ayant considérablement augmenté, la compagnie s'efforce de pratiquer des tarifs relativement bas. Chacun peut se faire membre et bénéficier de trois (ou quatre) spectacles pour un tarif préférentiel. En outre, une revue trimestrielle, Trait d'Union, lui est réservée. Elle présente les pièces dans leur cadre historique, sociologique et contient un coin "critique". Elle permet également de maintenir des liens étroits avec le public. 
Des cours d'art dramatique ont été assurés, pendant nombre d'années, afin de former les comédiens débutants.

## Structure
La troupe compte actuellement plus d'une soixantaine de personnes (administrateurs, comédiens, techniciens, décorateurs, costumiers, personnel d'accueil...) toutes bénévoles. Il s'agit d'une asbl. Un président, des vice-présidents (art dramatique, philanthropie...), plusieurs secrétaires assurent la direction de la compagnie. Un comité de lecture établit le programme. Celui-ci compte trois ou quatre pièces distribuées sur les dix mois de la saison. Chacune est jouée une dizaine de fois dans des salles situées à Bruxelles, équipées de manière professionnelle. Les comédiens, s'ils sont tous amateurs, ont généralement une formation d'académie ou de conservatoire. Certains d'entre eux suivent régulièrement des stages organisés en Belgique (entre autres, à l'ABCD dont l'UDP fut l'un des membres fondateurs) et à l'étranger. La plupart des metteurs en scène auxquels l'UDP fait appel sont professionnels. Les répétitions s'échelonnent sur deux mois et demi à trois mois, selon l'importance de la pièce. Exigeantes sur le plan de la présence et du travail, elles ont lieu trois fois par semaine, en soirée.
La compagnie bénéficie de l'appui du Ministre , membre du Collège de la Commission française de la région de Bruxelles-Capitale, chargé de la culture.

## Répertoire
En filigrane, on trouve dans l'ambition théâtrale de l'UDP, une volonté de proposer un théâtre de qualité, accessible à un large public. Toute proportion gardée, l'idéal de l'association est parfaitement incarné par la personnalité emblématique de Jean Vilar dont les réflexions sur le théâtre populaire ont fort influencé l'UDP. Il existe aujourd'hui de nombreuses compagnies d'amateurs de qualité en Belgique; l'UDP a l'ambition de figurer parmi les plus exigeantes sur le plan du répertoire et de la valeur de l'interprétation, ce qui suppose un travail, une discipline au niveau des répétitions et du choix des pièces.   
Compagnie bruxelloise, l'UDP crée et joue des auteurs belges comme Jean Sigrid, Herman Closson, Georges Sion, Claude Spaak, Georges Renoy, Liliane Wouters, Charles Bertin, Joris d'Hanswijck, J.-P. Boyazis...  
Elle s'efforce de proposer un répertoire diversifié :  Tirso de Molina, Shakespeare, Molière, Beaumarchais, Sheridan, Goldoni, Hugo, Sue, Alexandre Dumas, Labiche, Feydeau, Tourgueniev, Tchékhov, Rostand, Ibsen, J. Romains, Giraudoux, Pirandello, Lorca, Crommelynck, Wilde, Shaw, Tardieu, Ionesco, Grumberg, Pinter, Ronald Harwood, Arthur Miller, Anouilh, Peter Shaffer, Albee, Jaoui et Bacri, Éric-Emmanuel Schmitt, Cooney,Loleh Bellon, Georges Schéhadé, Obaldia, Patrick Haudecoeur, Robert Bolt, Annibale Ruccello, Dürrenmatt, Grumberg, Vinaver, Simovitch, Thornton Wilder, Ribes, Florian Zeller...pour ne citer que les plus connus... figurent parmi les auteurs privilégiés.

## Philanthropie
Pour répondre au souhait d' œuvres de charité, le Conseil de l'Union dramatique décide, en 1871, d'adjoindre à son titre le mot « philanthropique ». Dans un premier temps, il était fait appel aux seuls membres, en particulier lors des assemblées générales ou à l'occasion de soirées privées. La philanthropie était aussi alimentée par des dons et par une quote-part réservée sur la vente des programmes. Actuellement, cette activité concerne une ou deux séries de spectacle par an. Un(e) vice-président(e) philanthropie se charge de sélectionner les organismes de nature philanthropique. De nombreux bénévoles consacrent leur temps à cette activité considérée comme inséparable des projets artistiques de la compagnie.